# クライ・フォー・ア・シャドウ
「クライ・フォー・ア・シャドウ」（Cry for a Shadow）は、ビートルズの楽曲である。ビートルズがビート・ブラザーズ名義でトニー・シェリダンのバックバンドとして演奏していた時に、ハンブルクのフリードリッヒ・エバート・ハレで録音した楽曲。ジョージ・ハリスンとジョン・レノンがシャドウズの音楽スタイルを模倣して書いた楽曲で、ビートルズで唯一のハリスンとレノンの共作曲。後にトランスレーターやザ・ベンチャーズによってカバーされた。

## 背景
1961年、ビートルズはビート・ブラザーズ名義で、ハンブルクでトニー・シェリダンのバックバンドとして演奏を行なっていた。ポリドール・レコードの音楽プロデューサーであるベルト・ケンプフェルトは、トニー・シェリダンとビートルズの演奏に感銘を受け、レコーディング・スタジオに連れて行った。6月22日にフリードリッヒ・エバート・ハレで、「クライ・フォー・ア・シャドウ」のレコーディングが行なわれた。本作は、レノンがリッケンバッカー社のギターのビブラート・ユニットをいじっていて、ハリスンがシャドウズ風の1節を加えたことから生まれた。セッション時に、レノンはシェリダンからギブソン・ES-175を借りてリズムギターのパートを弾いた。
制作当初のタイトルは「Beatle Bop」であったが、コイントスにより皮肉を込めた「クライ・フォー・ア・シャドウ」に変更された。6月28日にレノンとハリスンは、アーベルバッハ・ミュージックのアルフレッド・シャハトと契約を結び、このタイトルで曲を出版することとなった。
1962年にフランスでEP『Mister Twist』の収録曲として発売された。1964年3月27日にアメリカでMGMレコードからシングル盤『ホワイ』のB面曲として発売され。同年にドイツで発売された『Let's Do the Twist, Hully Gully, Slop, Surf, Locomotion, Monkey』や、1965年に発売された『ザ・ビートルズ・アンソロジー1』などのコンピレーション・アルバムにも収録された。

## 演奏
※出典
- ジョン・レノン - リズムギター
- ポール・マッカートニー - ベース
- ジョージ・ハリスン - リードギター
- ピート・ベスト - ドラム

## カバー・バージョン
1983年にトランスレーターがシングル盤『Break Down Barries』の
B面曲としてカバー。ビートルズのファンの間で、ドキュメンタリー・シリーズ『ザ・ビートルズ・アンソロジー』のために存命のメンバーで新たに録音された音源と勘違いされた。
1998年にザ・ベンチャーズがアルバム『New Depths』でカバー。
2008年にザ・スミザリーンズがアルバム『B-Sides the Beatles』でカバー。